# YMC娛樂
YMC娛樂（韓語：YMC엔터테인먼트）是韓國的一家藝人經紀公司，由韓國歌手太珍兒於2008年創辦，在2015年7月1日Imagine Asia聯同DreamTea娛樂購入合共其80%的股份並由DreamTea娛樂管理。

## 旗下藝人
- 申寶羅
- Baechigi
- Sugarbowl
- Soulights

## 過去旗下藝人
- 輝晟
- Ailee
- Jessi
- I.O.I（解散）
- J'Kyun（朝鲜语：제이켠）
- J-Yo
- 珠熙（朝鲜语：주희 (가수)）
- 白燦（朝鲜语：백찬）
- Wanna One（解散）

## 外部連結
- YMC娛樂的官方網頁 （页面存档备份，存于）
- YMC娛樂的X（前Twitter）
- YMC娛樂的Instagram帳戶
- YMC娛樂的Facebook專頁
- YouTube上的YMC娛樂頻道